# Tanzenberg (Gemeinde St. Veit an der Glan)
Tanzenberg ist eine Ortschaft in der Gemeinde St. Veit an der Glan im Bezirk Sankt Veit an der Glan in Kärnten, in Österreich. Die Ortschaft hat 4 Einwohner (Stand 1. Jänner 2024). Die Ortschaft liegt auf dem Gebiet der Katastralgemeinde Tanzenberg.

## Lage

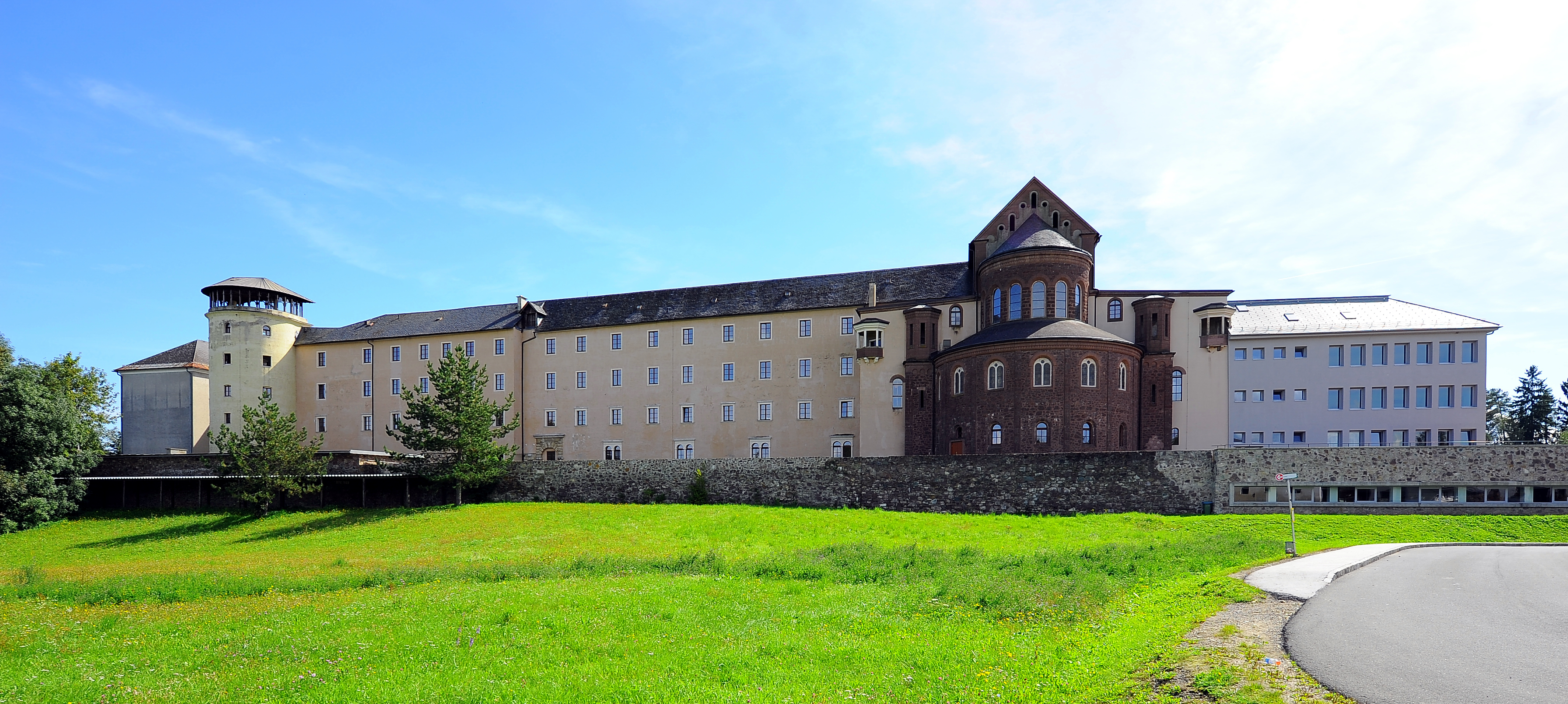
Schloss Tanzenberg

Die kleine Ortschaft, die vom mächtigen Schloss Tanzenberg dominiert wird, liegt im Süden des Bezirks Sankt Veit an der Glan, am Rücken des Tanzenbergs, westlich des Zollfelds.

## Geschichte
In der Steuergemeinde Tanzenberg liegend, gehörte der Ort in der ersten Hälfte des 19. Jahrhunderts zum Steuerbezirk Tanzenberg. Bei Bildung der Ortsgemeinden im Zuge der Reformen nach der Revolution 1848/49 kam Tanzenberg an die Gemeinde Hörzendorf (die zunächst unter dem Namen Gemeinde Karlsberg geführt wurde), 1972 an die Gemeinde Sankt Veit an der Glan.

## Bevölkerungsentwicklung
Für die Ortschaft ermittelte man folgende Einwohnerzahlen:
- 1869: 2 Häuser, 18 Einwohner[3]
- 1880: 2 Häuser, 21 Einwohner[4]
- 1890: 2 Häuser, 29 Einwohner[5]
- 1900: 2 Häuser, 38 Einwohner (davon 21 Einwohner im Schloss)[6]
- 1910: 2 Häuser, 53 Einwohner[7]
- 1923: 2 Häuser, 48 Einwohner[8]
- 1934: 60 Einwohner[9]
- 1961: 6 Häuser, 54 Einwohner[10]
- 2001: 6 Gebäude (davon 4 mit Hauptwohnsitz) mit 5 Wohnungen; 17 Einwohner und 0 Nebenwohnsitzfälle; 7 Haushalte; 2 Arbeitsstätten, 2 land- und forstwirtschaftliche Betriebe[11]
- 2011: 5 Gebäude, 9 Einwohner, 5 Haushalte, 2 Arbeitsstätten[12]
- 2021: 5 Gebäude, 4 Einwohner, 2 Haushalte, 3 Arbeitsstätten[13]